# 楊褒
楊 褒（よう ほう、? - 308年）は、五胡十六国時代成漢の政治家。略陽郡の出身。

## 生涯
西晋に仕え、将兵都尉に任じられた。
元康6年（296年）、李特が略陽・天水を初め6郡の民を引き連れて益州に移ると、楊褒はこれに付き従った。
永寧元年（301年）、李特と益州刺史羅尚が流民の処遇で対立するようになると、六郡の流民達は李特を首領に推した。楊褒は上書して、梁統が竇融を推戴した故事に従い、李特を行鎮北大将軍に推挙した。李特は楊褒を爪牙に任じた。
晏平元年（306年）6月、李特の子である李雄が帝位に即くと、楊褒は昇進して左僕射・尚書令に任じられた。
楊褒は直言の士であり、諫言する際には皇帝に対しても一切遠慮が無かったという。
成漢の建国当初、李雄は遠方からの招致に力を入れた為に国費が足りなくなったので、諸将の中には金銀珍宝を多く献上して官位を得る者もいた。楊褒はこれを諌め「陛下は天下の主として四海を網羅されるべき存在です。にもかかわらず、どうして官位で金を得るような事態になっているのでしょうか」と言うと、李雄は謝罪して改めた。
ある時、李雄は酒に酔って中書令に命じ、太官令に杖罪を加えた事があった。楊褒は進み出て「天子とは慎ましく威儀をもって諸侯を統治するものであり、どうしてその天子が酒に酔ってそのようなことをされるのでしょうか」と言ったところ、李雄は彼を放免した。
またある時、李雄は用事もなく外出すると、楊褒は矛を手にして馬を走らせ、李雄を追い越した。李雄がこれを怪しんで問うたところ、楊褒は「天下を統べるという事は、臣が矛を携えて悪馬に乗るのと同じです。急いでしまえば自らを傷つけ、緩めてしまえば機会を失います。今、臣が御前を通過したのは、馬を御する事が出来なかったからです」と答えた。李雄はこれを聞くと悟る所があり、引き返した。
晏平3年（308年）12月、楊褒は亡くなった。丞相・太師が追贈され、荘と諡された。